# Florent Piétrus
Florent Marius Piétrus (* 19. Januar 1981 in Les Abymes, Guadeloupe) ist ein ehemaliger französischer Basketballspieler. Nachdem er seine professionelle Karriere in Frankreich begonnen hatte, wechselte Piétrus 2004 in die spanische Liga ACB, wo er für verschiedene Vereine spielte. 2013 wechselte er zurück nach Frankreich. Neben drei französischen Meisterschaften gewann Piétrus eine spanische Meisterschaft sowie 2010 auf internationaler Vereinsebene den ULEB Eurocup. Mit der französischen Nationalmannschaft gewann Piétrus bei der Basketball-Europameisterschaft 2013 die Goldmedaille sowie zuvor 2011 die Silber- und 2005 die Bronzemedaille. Sein ein Jahr jüngerer Bruder Mickaël Piétrus spielte von 2003 bis 2013 in der US-amerikanischen Profiliga NBA.

## Vereinskarriere
Gemeinsam mit seinem Bruder Mickaël wechselte Florent Piétrus ins Ausbildungsprogramm des südfranzösischen Vereins Élan Béarnais aus Pau, des mit sechs Meisterschaften in neun Jahren zwischen 1996 und 2004 damals erfolgreichsten französischen Basketballvereins. 1999 rückte Florent in den Kader der ersten Mannschaft in der LNB Pro A auf und gewann mit dem Verein drei französische Meisterschaften (2001, 2003, 2004) sowie zweimal den Pokalwettbewerb (2002, 2003). Zudem gewann man 2003 den Ligapokal Semaine de As und holte damit das nationale Triple. Während sein Bruder Mickaël im NBA-Draft 2003 ausgewählt wurde und in die nordamerikanische Liga wechselte, blieb Florent unberücksichtigt und wechselte ein Jahr später nach Spanien.
Bei Unicaja aus dem andalusischen Málaga gewann man gleich in der ersten Spielzeit von Piétrus 2005 erstmals den Pokalwettbewerb Copa del Rey. Ein Jahr später errang man 2006 sogar erstmals die spanische Meisterschaft. In der EuroLeague-Spielzeit 2006/07 erreichte man in der höchsten europäischen Spielklasse nach dem Zwischenrunden-Gruppensieg und einem Sieg in der Viertelfinalserie über den nationalen Konkurrenten Winterthur FC Barcelona das Final-Four-Turnier in Athen. Nach einer Niederlage im Halbfinale gegen PBK ZSKA Moskau gewann man das Spiel um den dritten Platz gegen TAU Ceramica und wurde beste spanische Mannschaft in diesem prestigeträchtigen Wettbewerb. Für die Spielzeit 2007/08 wechselte Piétrus zum Ligakonkurrenten MMT Estudiantes. Auch mit Piétrus gelang dem zweiten Erstliga-Hauptstadtklub neben Real Madrid keine Qualifikation für die Play-offs um die spanische Meisterschaft.
2008 wechselte Piétrus an die Ostküste zu Pamesa Valencia. Die Mannschaft trat nach einem Sponsorenwechsel ab 2009 als Power Electronics Valencia an. Im Endspiel des Eurocups schlug man 2010 den deutschen Vertreter Alba Berlin. Nach dem Eurocup-Gewinn blieb er zunächst ohne Vertrag und unterschrieb schließlich zu Saisonbeginn einen vierwöchigen Vertrag bei Caja Laboral im baskischen Vitoria-Gasteiz. Nach Auslauf dieses Vertrages und drei Meisterschaftsspielen kehrte er zu Power Electronics Valencia auf befristeter Basis zurück. Die jeweils auslaufenden Verträge wurden im Anschluss jedoch immer verlängert und für die Saison 2011/12 erhielt er schließlich einen Vertrag über die gesamte Spielzeit.
Zur Saison 2013/14 wechselte er nach Frankreich zu SLUC Nancy Basket. Dort blieb Piétrus bis zum Ende des Spieljahres 2015/16. Er nahm ein Angebot des Ligakonkurrenten BCM Gravelines an, im Februar 2018 wurde er von Straßburg IG verpflichtet. Im Anschluss an die Saison 2018/19 blieb er zunächst vereinslos, ehe er Anfang Januar 2020 vom Erstligisten Orléans Loiret Basket unter Vertrag genommen wurde. Während der Sommerpause 2020 zog er sich aus dem Profibereich zurück und schloss sich zur Saison 2020/21 dem Viertligisten Canonniers de Metz an. Im September 2022 gab er das Ende seiner Spielerlaufbahn bekannt.

## Nationalmannschaft
Nachdem er zuvor schon Jugend- und Juniorenauswahlmannschaften angehört hatte, debütierte Piétrus 2001 in der französischen Nationalmannschaft der Herren. Bei der EM 2003 in Schweden war man bis zum Halbfinale siegreich, das gegen den späteren Europameister Litauen verloren ging. Auch im Spiel um den dritten Platz unterlag man Italien mit zwei Punkten, so dass man ohne Medaille heimkehrte und damit auch den letzten Qualifikationsplatz für die Olympischen Spiele 2004 verspielte. Bei der folgenden EM 2005 in Serbien und Montenegro startete man schwach mit zwei Vorrundenniederlagen ins Turnier, konnte man in einer Hoffnungsrunde den Gastgeber besiegen und im Viertelfinale Titelverteidiger Litauen. Nach einer Niederlage gegen den späteren Europameister Griechenland im Halbfinale gewann man diesmal das Spiel um die Bronzemedaille deutlich gegen Spanien.
Bei der Basketball-Weltmeisterschaft 2006 in Japan verlor man im Viertelfinale gegen Europameister Griechenland und konnte in der Platzierungsrunde die restlichen beiden Spiele gewinnen und den fünften Platz belegen. Bei der darauffolgenden EM-Endrunde 2007 in Spanien verlor man das Viertelfinale gegen den späteren Europameister Russland und verlor auch die restlichen beiden Spiele in der Platzierungsrunde, so dass eine Qualifikation für Olympia erneut verpasst wurde. Auch bei der EM-Endrunde 2009 war wieder im Viertelfinale Endstation für die französischen Medaillenhoffnungen und die Niederlage gegen den späteren Europameister Spanien war die einzige Niederlage im gesamten Turnier für Frankreich, die in der Platzierungsrunde siegreich blieben und den fünften Platz belegten.
In die Basketball-Weltmeisterschaft 2010 startete man mit drei Auftaktsiegen, darunter ein Erfolg gegen Titelverteidiger Spanien. Danach folgten drei Niederlagen, einschließlich einer Niederlage im Achtelfinale gegen Gastgeber Türkei, was das Ausscheiden aus dem Turnier bedeutete. Bei der EM-Endrunde 2011 in Litauen blieb man bis auf eine Zwischenrundenniederlage gegen Titelverteidiger Spanien bis zum Finale siegreich, wo man erneut den Spaniern unterlegen war. Die Qualifikation für die Olympischen Spiele 2012 war bereits durch den Halbfinalsieg über die bis dahin ungeschlagenen Russen erreicht worden.
2013 gewann Piétrus mit Frankreich EM-Gold, er erzielte im Turnierlauf im Durchschnitt 1,9 Punkte und 3,5 Rebounds je Begegnung. 2016 beendete er seine Laufbahn in der Nationalmannschaft nach 230 A-Länderspielen.

## Familie
Sein Bruder Mickaël war Berufsbasketballspieler. Sohn Illan Pietrus wurde ebenfalls Leistungsbasketballspieler.